# Louis de Bassompierre
Pour les articles homonymes, voir Bassompierre.
Louis de Bassompierre est un religieux français né le 17 août 1610 à Paris et mort le 1er juillet 1676 à Paris, évêque de Saintes à compter de 1648.

## Biographie

### Origines et famille
Louis de Bassompierre est issu par son père d'une grande famille de Lorraine. Le nom allemand de la famille est Betstein et son nom français Bassompierre. Il est le fils illégitime du maréchal de France François de Bassompierre (1579-1646) et de Marie-Charlotte de Balzac d’Entragues qui ne se sont jamais mariés.

### Fonctions religieuses
Louis de Bassompierre est élevé par un cousin de sa mère, Charles de Balsac, évêque de Noyon, et il étudie pendant dix ans au Collège de Navarre, suit des cours de théologie à la Sorbonne et obtient une licence de droit canon. Son tuteur lui obtient d'être pourvu en commende de l'abbaye Saint-Georges de Boscherville dans le diocèse de Rouen de 1626 (alors qu'il n'a que 16 ans) à sa mort, où il introduit la réforme de Saint-Maur en 1659. Il est également abbé de Chézy (1626-1647) et de Saint-Volusien à Foix (1658)
Il est membre des palinods de Rouen en 1641. Il est ordonné prêtre quelques années avant d'être désigné comme évêque d'Oloron en Béarn. Il est nommé le 7 décembre évêque de Saintes et consacré à Paris le 17 janvier 1649 dans l'église de la Visitation à Paris par Henri de Béthune l'archevêque de Bordeaux. Il reste fidèle à Mazarin pendant la Fronde bien que son siège épiscopal se trouve dans une région dominée par les partisans de Condé
En 1655, il vend l'hôtel de Bassompierre, place Royale (aujourd'hui 23 place des Vosges) à Paris. Il est le premier aumônier de Philippe de France, duc d'Orléans. Il meurt le 1er juillet 1676 après vingt-cinq jours de maladie.